# Запальник

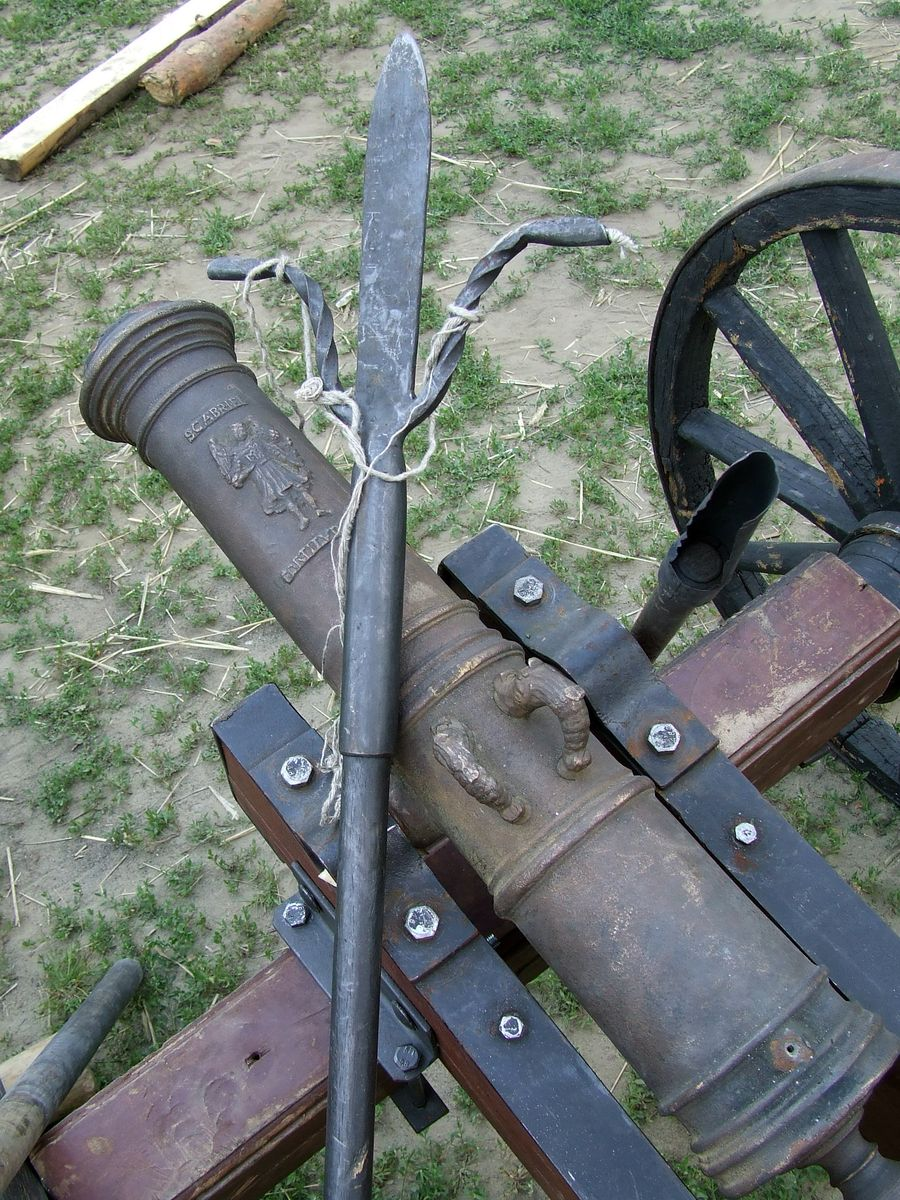
Запальник. Реконструкція

Запа́льник — артилерійський прилад для запалення заряду, уживався до появи ударних та витяжних (фрикційних) запальних трубок (до середини XIX ст.).

## Будова та застосовування

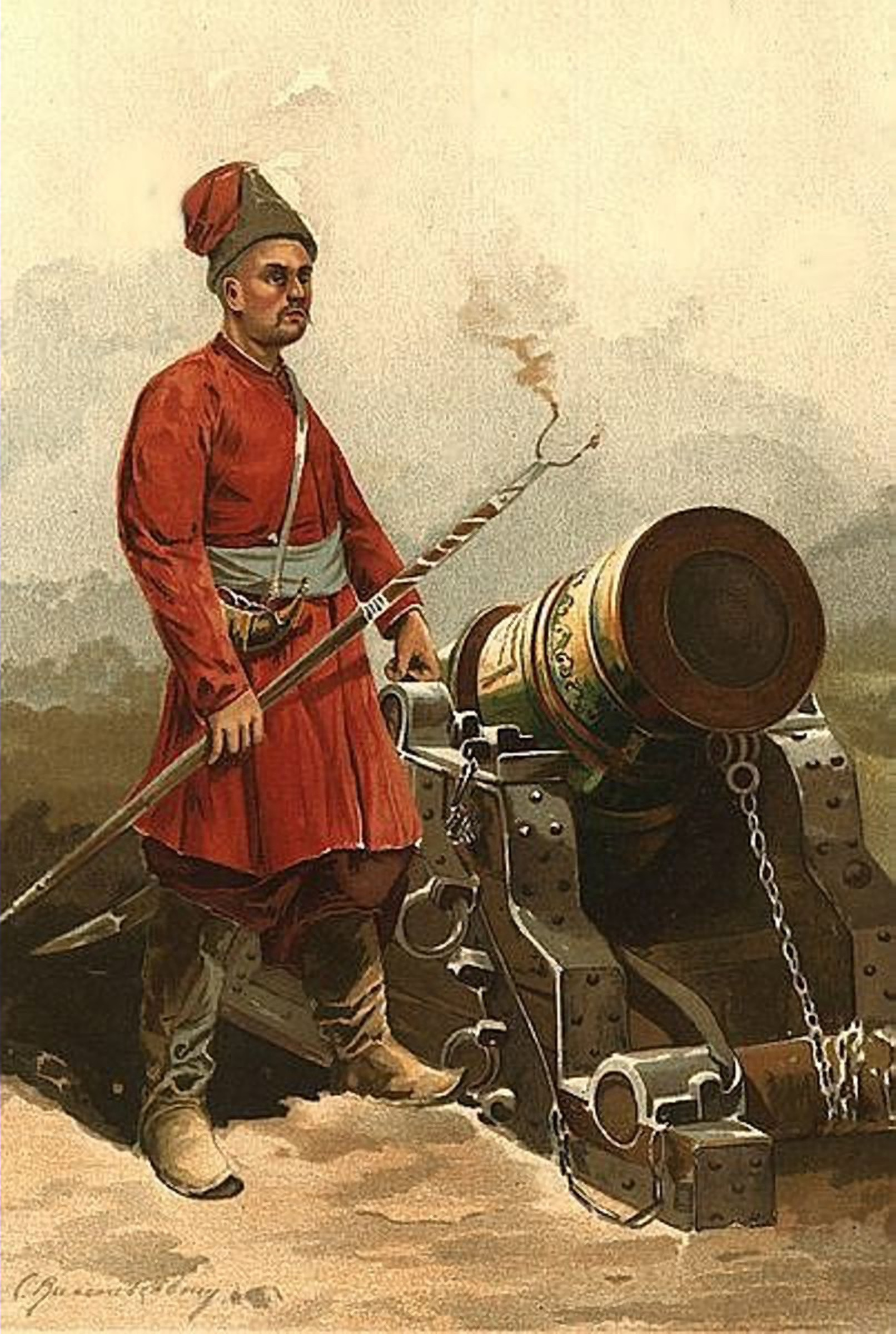
Козацький гармаш із запальником. Художник С. І. Васильківський

У XIV столітті для запалення заряду артилерійських установок (бомбард, мортир) використовували розжарений залізний прут (дріт), який нагрівали на розміщеній поруч жаровні. У XV ст. з'являються запальники з намотаним на кінці ґнотом. Аналогічним чином ґнотове запалення починає застосовуватися на ручній вогнепальній зброї (аркебузах).
Запальник мав вигляд держака 1-2 м завдовжки з металевим наконечником, який мав один-два ріжки з затискачами. У них затискувався ґніт, який запалювався перед боєм. У запалювальний отвір гармати при заряджанні вставлялася тростинна або дерев'яна запальна трубка, наповнена пороховою м'якоттю. При проведенні пострілу тліючий ґніт запальника прикладався до пороху в трубці, спричиняючи його запалення і разом з ним запалення основного заряду. Під час займання пороху в каморі кінчик ґнота відривався і його треба було поправляти, тому для швидшої стрільби обслуга кожної гармати зазвичай мала по два запальники: поки поправляли один, другим здійснювали постріл. Різновид запальника — «жагра», що складалася з 2—6 з'єднаних разом трубок, закріплених на кінці довгого держака і споряджених окремими ґнотами. Замість ґнота в запальниках могли уживатися також запальні свічки, які являли собою паперові гільзи, наповнені сумішшю сірки, селітри, деревного вугілля і каніфолі. Вони були стійкішими до погасання і надійніше передавали вогонь.
Довжина держака дозволяла гарматнику знаходитися на безпечній відстані від гармати під час проведення пострілу. На другому кінці держака запальника було залізне вістря-вток (як у рогатини і деяких видів бойових сокир), яке слуговало для втикання його у землю. Наконечник запальника міг мати загострений кінець, як у списа (запальник-спис) — такі запальники могли уживатися гарматниками для особистого захисту. Відомі запальники з фігурними наконечниками, схожі з еспонтонами і протазанами. Наконечники деяких англійських запальників XVII ст. мали дюймові ділення і навіть кутомір-транспортир, що уможливлювало використовувати запальник як вимірювальний прилад для перевіряння кутів підвищення. Після винаходу ударних та витяжних скорострільних трубок запальники починають зникати, але ще у XIX ст. вони уживаються у багатьох арміях (Війна за незалежність у США, Наполеонівські війни, Громадянська війна у США).

## Інші значення
- Запа́льник — спеціаліст-підривник, чиєю задачею є робота з запалами[1].
- Запа́льник — інша назва капсуля[1].